# Buteo
Buteo är ett släkte med kraftigt byggda medelstora rovfåglar med breda vingar. De har ett stort utbredningsområde och släktets arter kallas alla för vråkar. 

## Utseende
Buteo-vråkar är medelstora till ganska stora rovfåglar. De två största är kungsvråk och mongolvråk, som båda väger runt 1,350 gram och är 60 cm långa. Arterna har kraftiga kroppar och breda vingar.

## Utbredning

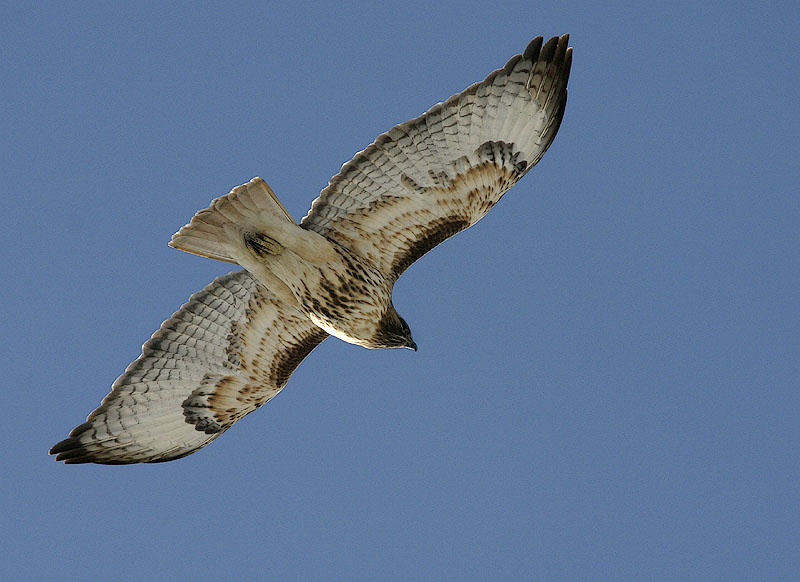
Buteo-vråkar syns ofta cirkla över öppna plaster på termikvindar. På bilden en rödstjärtad vråk.

Flera arter inom släktet Buteo tillhör de mest spridda och mest välkända rovfåglarna i världen, som rödstjärtad vråk i Nordamerika och ormvråk i Eurasien. Merparten av arterna som förekommer på norra halvklotet är ivarjefall delvis flyttfåglar. Under höstflytten samlas stora antal vid vissa viktiga flyttpassager och kan då ses i tusentals.

## Ekologi
Buteo-vråkar födosöker ofta glidflygande mitt på dagen på termikvindar över gläntor och fält. De förekommer i många olika typer av habitat men tenderar att föredra platser med tillgång till gläntor och träd. De är alla till viss utsträckning opportunistiska vad gäller föda och jagar nästan alla typer av mindre djur som finns tillgängliga. För flertalet utgör dock små däggdjur, främst gnagare, basfödan. Arter från nästan alla gnagarfamiljer i världen jagas någonstans av någon art inom släktet Buteo. De tar även fåglar, men de flesta friska småfåglar, kan oftast undvika dem. Medelstora fåglar, som sjöfågel, kråkfåglar, duvor och hönsfåglar, är vanligare som byte, men även dessa tas oftast genom överrumpling. De tar även ormar, ödlor, groddjur, fisk, men även ryggradslösa djur, speciellt skalbaggar. De äter även kadaver men bara i brist på levande föda. Byten observeras ofta först från hög höjd under glidflygning och vråken sänker sig cirklande ned innan den slår bytet. Andra arter föredrar överrumplingsjakt från en strategisk sittplats och slår bytet direkt.

## Arter i taxonomisk ordning

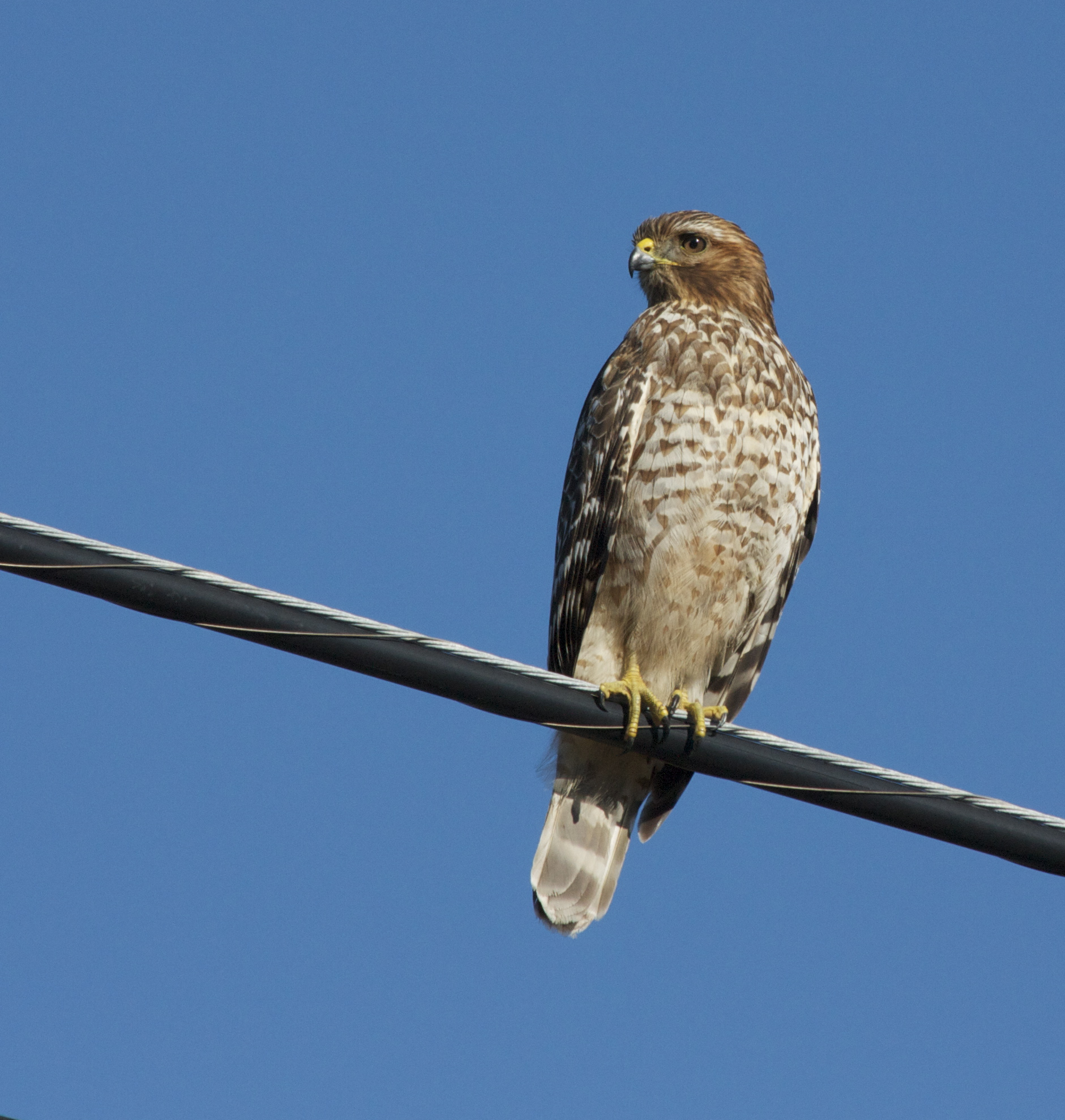
Bandvingad vråk

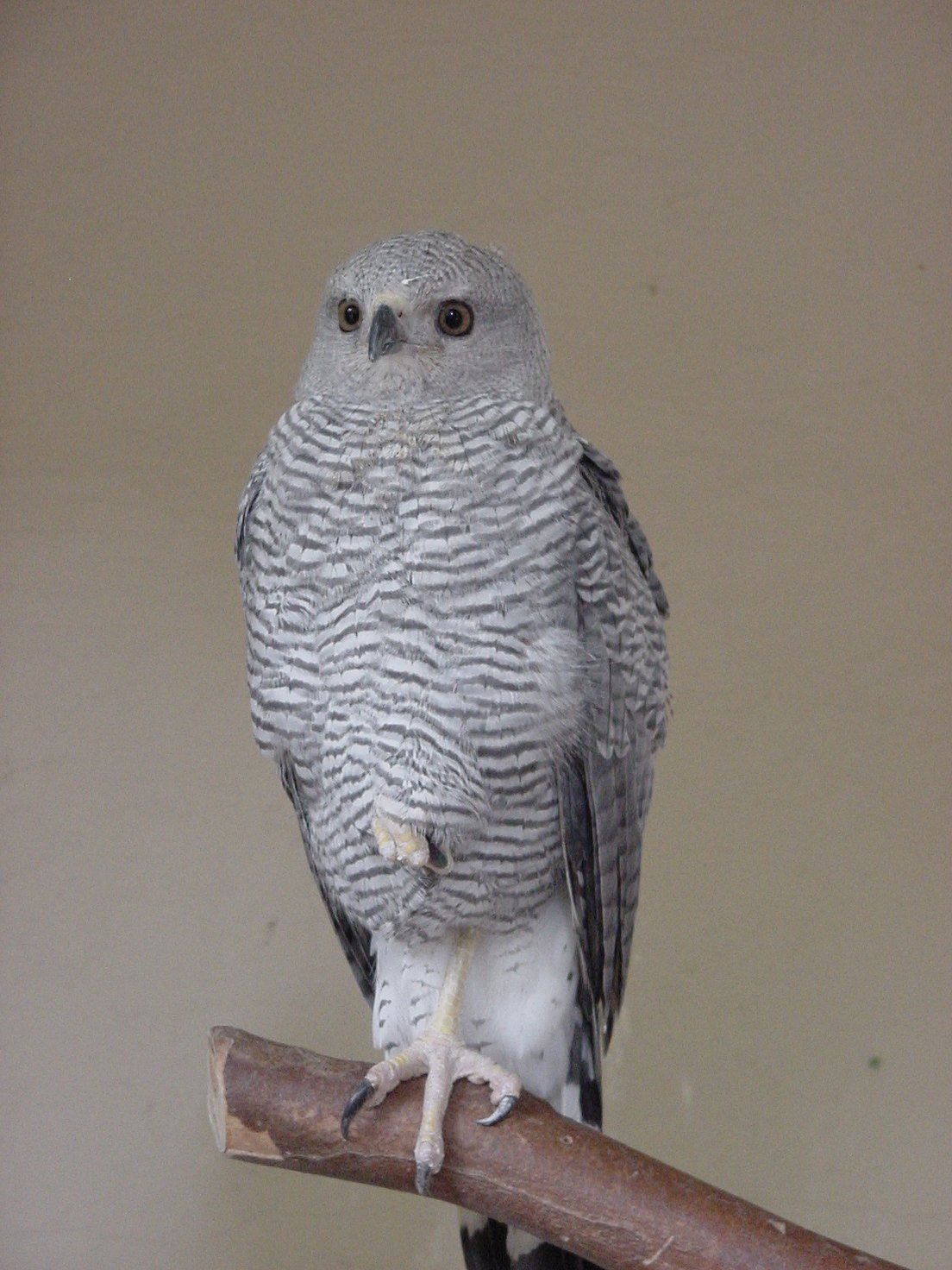
Gråstrimmig vråk

Följande lista med 26 arter följer AviList:
- Gråvråk (Buteo plagiatus)
- Gråstrimmig vråk (Buteo nitidus)
- Bredvingad vråk (Buteo platypterus)
- Hispaniolavråk (Buteo ridgwayi)
- Bandvingad vråk (Buteo lineatus)
- Bandstjärtad vråk (Buteo albonotatus)
- Hawaiivråk (Buteo solitarius)
- Vitstrupig vråk (Buteo albigula)
- Kortstjärtad vråk (Buteo brachyurus)
- Galápagosvråk (Buteo galapagoensis)
- Prärievråk (Buteo swainsoni)
- Magellanvråk (Buteo ventralis)
- Rödstjärtad vråk (Buteo jamaicensis)
- Kungsvråk (Buteo regalis)
- Fjällvråk (Buteo lagopus)
- Rödnackad vråk (Buteo auguralis)
- Schakalvråk (Buteo rufofuscus)
- Augurvråk (Buteo augur)
- Bergvråk (Buteo oreophilus)
- Skogsvråk (Buteo trizonatus)
- Ormvråk (Buteo buteo)
- Madagaskarvråk (Buteo brachypterus)
- Sokotravråk (Buteo socotraensis)
- Mongolvråk (Buteo hemilasius)
- Örnvråk (Buteo rufinus)
- Orientvråk (Buteo japonicus)
- Himalayavråk (Buteo refectus)

Tidigare fördes även de central- och sydamerikanska arterna vägvråk, vitstjärtad vråk, rödryggig vråk och vitgumpad vråk till Buteo, men genetiska studier visar att de är mer avlägset släkt och placeras numera i släktena Rupornis, Geranoaetus och Parabuteo.